# (39332) 2002 AH10
2002 أي إتش 10 (ويعرف أيضًا باسم (39332) 2002 أي إتش 10 وفق تسمية الكوكب الصغير) (بالإنجليزية: 2002 AH10)‏ هو كويكب ضمن حزام الكويكبات؛ وترتيبه 39332 من حيث الاكتشاف.
اكتُشف هذا الجُرم الفلكي بواسطة William Kwong Yu Yeung ‏ في 11 يناير 2002.

## وصلات خارجية
- (39332) 2002 AH10 في قاعدة بيانات مختبر الدفع النفاث لأجرام النظام الشمسي الصغيرة

- الاكتشاف · مخطط المدار ·  العناصر المدارية · المعلمات المادية

- (39332) 2002 AH10 على موقع ويكي سكاي: DSS2, SDSS, GALEX, IRAS, Hydrogen α, X-Ray, Astrophoto, Sky Map, Articles and images